# Abbas Husajn Chamis
Abbas Husajn Chamis (arab. عباس حسين خميس) – egipski zapaśnik walczący w stylu wolnym. Brązowy medalista igrzysk śródziemnomorskich w 1959 roku.